# Триплатин тетранитрат
Триплатин тетранитрат је цитотоксични лек базиран на платини који је прошао кроз Клиничка испитивања за третман људског канцера. Лек формира адукте са ћелијском ДНК, чиме се спречава ДНК транскрипција и репликација, те се индукује апоптоза. Други лекови против канцера који садрже платину су цисплатин, карбоплатин, и оксалиплатин.